# Dolichos hastiformis
Dolichos hastiformis är en ärtväxtart som beskrevs av Ernst Meyer. Dolichos hastiformis ingår i släktet Dolichos och familjen ärtväxter. Inga underarter finns listade i Catalogue of Life.